# Klaus Minkel
Klaus Minkel (* 26. April 1948 in Münden) ist ein deutscher Politiker (CDU). Er gehörte dem 15. Deutschen Bundestag (letzte Sitzung am 28. September 2005) als Abgeordneter des Wahlkreises 178 (Wetterau und Kinzigtal) an, gewählt über die Landesliste. Dem 16. Bundestag gehörte er nicht mehr an, da er sich – wie auch schon in der 15. Legislaturperiode – nicht gegen Nina Hauer über die Erststimme durchsetzen konnte. Sein Listenplatz reichte für eine Wiederwahl ebenfalls nicht aus.

## Politische Laufbahn
Der Jurist und gelernte Verwaltungsfachwirt war 19 Jahre Wahlbeamter in Bad Vilbel. Dort war er als Kämmerer, Erster Stadtrat und Leiter der Stadtwerke tätig. Seit 2000 ist er hauptamtlicher Geschäftsführer der Stadtwerke Bad Vilbel.
Seit 1. November 2007 ist Klaus Minkel nicht mehr Vorsitzender des CDU-Stadtverbandes Bad Vilbel. Als Bundestagsabgeordneter war er Nachfolger von Christian Schwarz-Schilling, Minister a. D.

## Arbeit in Berlin
Als Berichterstatter u. a. für Wohneigentumsförderung im Ausschuss für Verkehrs-, Bau- und Wohnungswesen galt Klaus Minkels besonderes Augenmerk dem Erhalt der Eigenheimzulage. Ein weiteres Thema war der Bundesverkehrswegeplan der Rot-Grünen Regierung.
Minkel war Ordentliches Mitglied im Ausschuss für Verkehr, Bau- und Wohnungswesen, Aufbau Ost sowie Stellvertretendes Mitglied im Haushaltsausschuss.
Innerhalb der Fraktion war er
- Berichterstatter für Soziale Wohnraumförderung, Wohnungsfürsorge, Wohneigentumsförderung und Bausparförderung
- Berichterstatter für den Bundeshaushalt
- Berichterstatter für den Bundesverkehrswegeplan, und
- Länderberichterstatter für Hessen

## Familie
Klaus Minkel ist verheiratet und hat eine Tochter. Er lebt mit seiner Familie in Bad Vilbel.